# 基督在彼拉多面前受审 (丁托列托)
《基督在彼拉多面前受审》（Cristo davanti a Pilato）是丁托列托的一幅布面油画，绘制于1566-1567年，现藏于威尼斯圣罗格大会堂阿尔伯戈厅（sala dell'Albergo）。

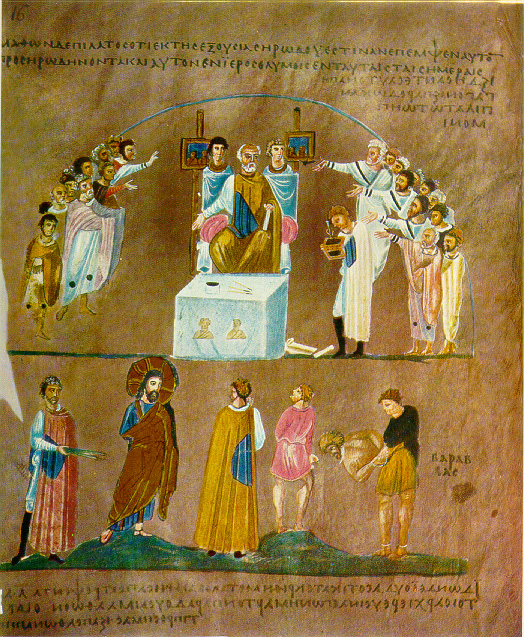

画作描述了耶稣被带到罗马总督本丢·彼拉多面前受审的一幕。. 作品灵感来自德国丢勒的雕刻版画